# حسین گل میرزایی
حسین گل میرزایی، ورزشکار ایرانی اهل  زنجان، عضو تیم ملی پارالمپیک تناسب اندام ایران و دارنده مدال برنز رقابت‌های پارالمپیک جوانان در سال ۲۰۰۹ در کشور ژاپن است.